# Solbacka, Norrtälje
Solbacka är ett bostadsområde i Norrtälje, Stockholms län. Bostadsområdet är beläget i nordöstra delen av staden och omgivet av stora grönområden med natur och motionsspår samt gång och cykelvägar. I området, som är lugnt och barnvänligt, bor många barnfamiljer i egna radhus, större kedjehus och villor. Många bor även i en bostadsrättsförening, Brf Vinkremlan, byggd 1985, med 79 bostadsrätter. I Solbacka/Västra Solbacka finns ett stall (Räfsja), ett äldreboende samt en förskola med flera avdelningar, och en relativt nybyggd förskola med 4 avdelningar i Solbacka Gård. I det nyetablerade Solbacka Strand (påbörjat 2013-14) ligger ytterligare en mindre förskola och även ett större äldreboende för ca 108 personer. I närområdet ligger också en större skola, Grindskolan årskurs F - 6 (i stadsdelen Grind).

## Bebyggelse
Bland bebyggelsen från 1970-talet finns de faluröda radhus som uppfördes 1974-75 efter ritningar av arkitekterna Bertil Engstrand och Hans Speek. Radhusen belönades med  Kasper Salin-priset 1979 .  

## Gatunamn
I Västra Solbacka har de flesta gatorna namn som har med rymden att göra. Gator som Månvägen, Marsvägen, Venusvägen, Galaxvägen och Planetvägen är exempel på detta.
I Solbacka Gård har däremot de flesta gatorna namn som har med frukter att göra. Gator som Körsbärsvägen, Äppelvägen, Päronvägen och Plommonvägen är exempel på detta.